# Máire Comerford
 Máire Aoife Comerford  (* 29. Juni 1893 in Rathdrum, County Wicklow, Irland; † 15. Dezember 1982 in Dublin, Irland) war eine irische Republikanerin und Schriftstellerin, die von 1916 bis 1923 zentrale politische Ereignisse miterlebte und bis zu ihrem Tod eine engagierte Unterstützerin von der in Dublin gegründeten irischen republikanischen paramilitärischen Frauenorganisation Cumann na mBan blieb.

## Leben und Werk

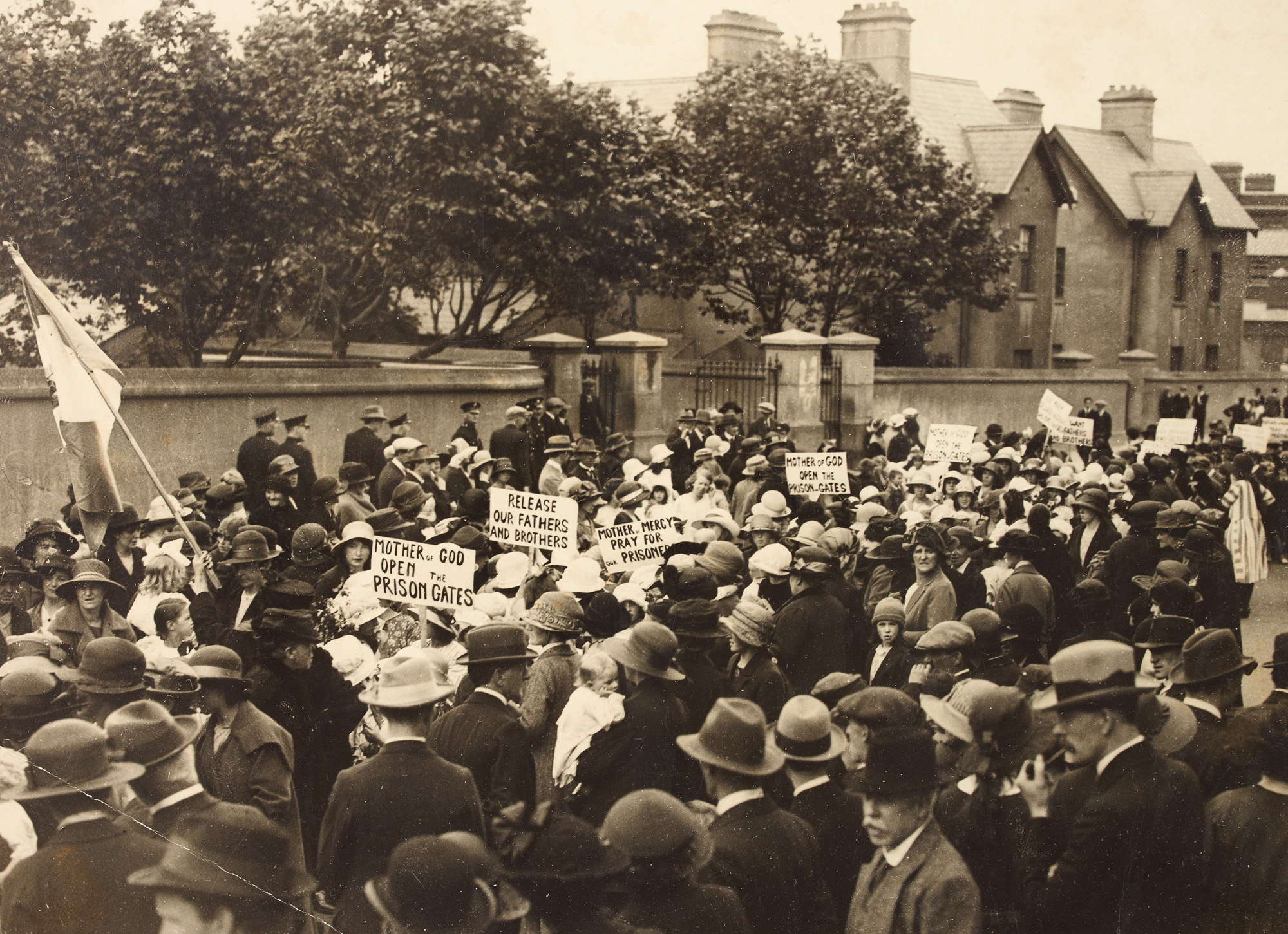
Protest der Cumann na mBan vor dem Mountjoy-Gefängnis während des irischen Unabhängigkeitskriegs. Auf den Plakaten steht übersetzt: „Mutter Gottes, öffne die Gefängnistore“, „Befreie unsere Väter und Brüder“, „Mutter der Barmherzigkeit, betet für Gefangene“

Comerford wurde als Mary Eva Comerford als älteste Tochter von vier Kindern von Eva Mary Esmonde und dem Mühlenbesitzer James Comerford geboren. Ihr Großvater Thomas Esmonde wurde nach dem Krimkrieg nach seiner Rückkehr nach Irland zum stellvertretenden Chief Inspector befördert. Ihr Vater war der Besitzer der Comerford Mill in Rathdrum und starb, als sie sechzehn war. Sie wurde zu Hause und später in einem Kloster erzogen. 1911 wurde sie nach London geschickt, um eine Ausbildung zur Sekretärin zu machen. Sie kehrte nach Irland zurück und engagierte sich sowohl in der lokalen Genossenschaftsbewegung als auch bei den United Irishwomen und bei Ausbruch des Ersten Weltkriegs in der Hilfe für belgische Flüchtlinge.
1916 war sie während des Ausbruchs des Osteraufstandes in Dublin und meldete sich freiwillig, um der stellvertretenden Kommandantin der irischen Bürgerarmee Gräfin Markievicz in St. Stephen’s Green zu helfen, wurde aber abgewiesen und trug Depeschen für die GPO-Garnison. Nach dem Aufstand kehrte sie nach Gorey zurück und trat in die örtliche Sinn-Féin-Gruppe ein, wo sie an der Seite von John Etchingham tätig war.
1918 zog sie nach Dublin, wo sie für die Cumann na mBan arbeitete und als Sekretärin der Historikerin Alice Stopford Green angestellt war, in deren Haus sie viele führende Nationalisten kennenlernte. Green beauftragte sie für das Weiße Kreuz zu arbeiten. Da ihre Arbeitsbeziehung aufgrund politischer Differenzen endete, arbeitete Comerford eine Zeitlang als Sekretärin der Aktivistin Áine Ceannt. Am 19. Januar 1919 war sie bei der Verabschiedung des First Dáil im Mansion House anwesend.
Sie reiste durch das Land, organisierte Zweigstellen von Cumann na mBan, trug Depeschen für die vierte Norddivision der IRA und berichtete über die Aktivitäten der Black and Tans.

## Bürgerkrieg
Bei Ausbruch des Bürgerkriegs meldete sie sich bei der Four Courts Garnison in Dublin, eröffnete eine Erste-Hilfe-Station und erhielt die Kommunikation zwischen den Four Courts und dem IRA-Hauptquartier aufrecht.
Ihre Beteiligung an einem erfolglosen Versuch, William Thomas Cosgrave im Januar 1923 zu entführen, führte zu ihrer Verhaftung und Inhaftierung im Mountjoy Prison. Als Gefangene hielt sie ihre Opposition gegen den Freistaat aufrecht. Sie inszenierte Proteste gegen die Überbelegung, die zu ihrer Verlegung in die Strafabteilung des Gefängnisses und zu einer Haftstrafe von drei Monaten Zwangsarbeit führten. Als Reaktion darauf trat sie in einen Hungerstreik. Während ihrer Haft wurde ihr in ein Bein geschossen, weil sie Mitgefangenen zugewinkt hatte, woraufhin sie in die North Dublin Union überstellt wurde, aus der sie am 9. Mai 1923 entkam. Nach ihrer erneuten Verhaftung am 1. Juni trat sie wieder in den Hungerstreik und wurde nach drei Wochen auf einer Trage aus dem Gefängnis entlassen.
Im August 1923 hatte sie sich ausreichend erholt, um bei den Parlamentswahlen in Cork für die Sinn Féin zu werben. Sie wurde in Fermoy festgenommen, während sie für Kandidaten sammelte, und im Gefängnis von Cork inhaftiert, aber bald darauf freigelassen. Anschließend wurde sie von Éamon de Valera zu einer neunmonatigen Spendenaktion in die USA geschickt. Nach ihrer Rückkehr nach Irland betrieb Comerford in Wexford eine Geflügelfarm für ihren Lebensunterhalt.
Obwohl sie in den 1930er Jahren für die Zeitschrift War News der IRA schrieb, soll sie mit vielen Inhalten nicht einverstanden gewesen sein. Als Reaktion auf die Kontroverse um das IRA-Kriegsgericht von Stephen Hayes brach sie 1941 ihre formellen Verbindungen zur republikanischen Bewegung ab.
In den Folgejahren blieb sie durch ihr Engagement in der Anti-Partition League und dem Mansion House Committee politisch aktiv.

## Republikanische Politik
Comerford unterstützte nach dem Bürgerkrieg de Valera und seine republikanischen Kandidaten, trennte sich jedoch von ihm, als er 1927 in den Dáil eintrat. 1926 hatte er die Fianna-Fáil-Partei gegründet und sie blieb Mitglied einer von nun an allgemein als engagiert wahrgenommenen und verfassungspolitisch kompromisslosen Gruppe.
Von 1935 bis 1965 arbeitete sie trotz ihrer politischen Differenzen als Journalistin bei de Valeras Zeitung The Irish Press. In den folgenden Jahren zahlte sie die umfangreichen Schulden ab, die sie während der Landwirtschaft in Wexford angehäuft hatte.
1964 beendete sie ihre Tätigkeit als Journalistin, um sich auf die Zusammenstellung von Informationen über die republikanische Bewegung zu konzentrieren, und veröffentlichte 1969 The First Dáil. In den 1970er Jahren und bis zu ihrem Tod unterstützte sie den Krieg der Provisional Irish Republican Army in Nordirland, insbesondere deren Hungerstreik-Kampagne. 1976 stand sie erneut wegen ihrer Teilnahme an einer verbotenen Sinn-Féin-Kundgebung in Dublin vor Gericht. Zu einer Geldstrafe von 10 Pfund verurteilt, bot sie an, eine Gefängnisstrafe zu verbüßen. 1976 wurde sie für die Fernsehdokumentation Curious Journey mit anderen Überlebenden der Zeit von 1914 bis 1923 interviewt, die später als Buch veröffentlicht wurde. Bis zu ihrem Tod unterstützte sie die IRA-Kampagne in den besetzten sechs Countys (Nordirland), darunter die Hungerstreik-Kampagne 1980–1981.
Comeford starb im Alter von 89 Jahren in ihrem Haus in Sandyford, einem Vorort von Dublin, und wurde neben ihrem Freund John Francis Sweetman auf dem Mount Saint Benedict Cemetery in Gorey beigesetzt.
Ihre unveröffentlichten Memoiren und andere Papiere werden in den UCD-Archiven aufbewahrt.

## Veröffentlichungen
- The first Dáil. 1969. ISBN 978-0-9501163-0-3.
- On Dangerous Ground. 2021, ISBN 978-1-84351-819-8.